# Michel Bettenfeld
Michel Bettenfeld (* 29. Juli 1853 in Grindorff-Bizing; † 13. September 1927 in Paris) war ein französischer Fechter.

## Karriere
Bettenfeld nahm 1900 an den Olympischen Spielen in Paris teil. Hier erreichte er im Florett für Fechtmeister die dritte Runde. Zusätzlich fungierte er als Schiedsrichter im Wettbewerb im Degenfechten.